# Chevrolet International
La International è un'autovettura mid-size prodotta dalla Chevrolet nel 1929.

## Storia
Il modello era dotato di un motore a sei cilindri in linea e valvole in testa da 3.179 cm³ di cilindrata che sviluppava 46 CV di potenza. I freni erano a tamburo sulle quattro ruote. Il cambio era a tre rapporti e la trazione era posteriore.